# Limognitherium
Limognitherium — вимерлий рід ссавців з родини Chalicotheriidae.